# Salix salviifolia
Salix salviifolia es una especie arbórea de la familia de las Salicaceae.

## Características
Arbusto de 1 a 3 m de altura. Ramas grisáceos y pubescentes.
Hojas de una anchura moderada, más o menos elípticas u oblanceoladas, blanquecinas. Tienen el envés con una borra de pelo que le da aspecto blanquecino. 
Las ramillas tienen pelosidad densa pero corta.

## Distribución
Es un endemismo de la península ibérica, donde se encuentra en el centro y en la mitad oeste. Abundante en el Sistema Central, Montes de Toledo, Sierra Morena, Extremadura, depresión del Duero, depresión del Tajo, depresión del Guadiana.

## Taxonomía
Salix salviifolia fue descrita por Viktor Ferdinand Brotherus y publicado en Fl. Lusit. 1: 29 1804.
Etimología
Salix: nombre genérico latino para el sauce, sus ramas y madera.
salviifolia: epíteto latino 
Sinonimia
- Salix cinerea  auct.
- Salix oleaefolia auct. hisp.[4]

## Nombre vernáculo
- Castellano: barda, bardagera, bardaguera, bardaguera blanca, salguera de plata, sarga, sauce, sauce blanco de Portugal, verguera, zaragato, zargatera, zargatillo, zauz, sauce salvifolio, vergaza blanca.[4]